# Palača Modello, Trst
Palača Modello je eno od poslopij, ki obkrožajo Trg Unità v Trstu. Gledano proti morju, je to prva zgradba desno od občinske palače. Mimo nje vodi kratka cesta (danes samo za pešce) do Borznega trga.
Kakor občinska palača, je bila tudi palača Modello zgrajena po načrtih Giuseppeja Brunija, in sicer dve leti prej (1871). Na tem mestu je v starih časih stala cerkvica posvečena svetemu Roku (morda še iz 12. stoletja), pozneje pa cerkev svetega Petra iz štirinajstega stoletja, po kateri se je imenoval tudi sam trg, ki je že v zgodnjem srednjem veku veljal za središče mesta.
Stari zgodovinarji vedo povedati, da se je prav za cerkvijo svetega Petra nahajala risarska delavnica, imenovana »modello« (= model) in je po njej današnja palača dobila ime. Drugi trdijo, da je vzdevek iz poznejše dobe in je hotel poudariti visoko izpopolnjeni slog tega poslopja. Po vsej verjetnosti pa se tako imenuje le zato, ker je služila kot model za izgradnjo občinske palače. 
Palača Modello je bila zelo dolgo sedež elegantnega hotela, pozneje so se postopoma vanj vselili razni občinski uradi. Preprosti meščani, ki radi kujejo vzdevke, so telamone, ki krasijo zadnje nadstropje palače, krstili za »Terque et quaterque«. Kakor jim je bila neznana učena latinščina, tako ni bilo jasno, čemu so upodobljeni in koga pravzaprav predstavljajo tisti možje na palači. Pozneje se je ta vzdevek oprijel občinskih uradnikov, ki brez potrebe komplicirajo življenje ljudem.